# Muzoon Almellehan
Muzoon Almellehan, née en 1998, est une activiste syrienne réfugiée au Royaume-Uni. Elle milite pour que les filles syriennes restent davantage à l'école, ce qui lui vaut d'être comparée à la jeune pakistanaise Malala Yousafzai.

## Biographie
Almellehan a pour parents Eman et Rakan Almellehan. Elle est élevée dans la ville syrienne de Deraa,. Son père est instituteur.  
Pendant le soulèvement des printemps arabes puis la guerre civile syrienne, leur ville est assiégée par le gouvernement puis est reprise par les forces islamistes. Sa famille déménage en Jordanie alors que les combats s'aggravent en 2013, et vit dans des camps de réfugiés pendant trois ans. La famille Almellehan est forcée de changer plusieurs fois de camp, à Za'atari puis Azraq.  
Sa famille reçoit des offres de déménagement au Canada et en Suède, mais le père d'Almellehan les décline pour des raisons logistiques. Il obtient finalement le déménagement de sa famille au Royaume-Uni, dans le cadre d'un plan annoncé en septembre 2015 par David Cameron qui prévoit l'accueil de 20 000 réfugiés syriens. 
La famille s'installe à Newcastle deux mois et demi plus tard ; ils sont parmi les premiers réfugiés syriens admis au Royaume-Uni. Les enfants Almellehan sont inscrits dans une école locale. Muzoon Almellehan est une des neuf enfants réfugiés accueillis à l'école de Kenton. Elle exprime son souhait de devenir journaliste.
En juin 2017, elle est nommée ambassadrice de l'UNICEF.

## Activisme
Almellehan s'engage à défendre l'éducation des filles quand elle apprend que la moitié des quarante filles de sa classe à Za'atari abandonnent l'école pour se marier. Le mariage des enfants, qui n'était pourtant pas particulièrement fréquent en Syrie, augmente de façon spectaculaire avec la guerre civile. Almellehan essaie de persuader les parents de laisser leurs enfants, en particulier les filles, dans les écoles pour réfugiés plutôt que de les faire se marier tôt. Elle tente également de convaincre les enfants de rester à l'école.
Almellehan et Malala Yousafzai se rencontrent en 2014, alors que Yousafzai visite le camp de réfugiés où se trouve Almellehan. Almellehan est invitée à la cérémonie où Yousafzai reçoit le prix Nobel de la paix. L'activisme d'Almellehan attire une reconnaissance publique dans un certain nombre de pays, et lui vaut d'être qualifiée parfois de « Malala de la Syrie »,.